# 薩維奇 (舍佩蒂夫卡區)
50°12′19″N 27°13′26″E / 50.20528°N 27.22389°E
薩維奇（烏克蘭語：Савичі），是烏克蘭的村落，位於該國西部赫梅利尼茨基州，由舍佩蒂夫卡區負責管轄，始建於1457年，面積0.04平方公里，海拔高度247米，2001年人口86，人口密度每平方公里2,097.6人。